# Villasbuenas
Villasbuenas é um município da Espanha na província de Salamanca, comunidade autónoma de Castela e Leão, de área 39,43 km² com população de 277 habitantes (2004) e densidade populacional de 7,03 hab/km².

## Demografia
| Variação demográfica do município entre 1991 e 2004 | Variação demográfica do município entre 1991 e 2004 | Variação demográfica do município entre 1991 e 2004 | Variação demográfica do município entre 1991 e 2004 |
| --------------------------------------------------- | --------------------------------------------------- | --------------------------------------------------- | --------------------------------------------------- |
| 1991                                                | 1996                                                | 2001                                                | 2004                                                |
| 379                                                 | 331                                                 | 298                                                 | 277                                                 |